# Tennis Championships of Maui 2016
Die Tennis Championships of Maui 2016 waren  ein Tennisturnier des ITF Women’s Circuit 2016 für Damen und ein Tennisturnier der ATP Challenger Tour 2016 für Herren, welche zeitgleich vom 25. bis 31. Januar 2016 in Lāhainā auf Maui stattfanden.